# Copenaghen Open 1995
Il Copenaghen Open 1995 è stato un torneo di tennis giocato sul sintetico indoor. È stata la 7ª edizione del Copenaghen Open che fa parte della categoria World Series nell'ambito dell'ATP Tour 1995. 
Si è giocato a Copenaghen in Danimarca dal 6 al 12 marzo 1995.

## Campioni

### Singolare
Martin Sinner ha battuto in finale  Andrej Ol'chovskij con il punteggio di 6(3)–7, 7–6(8), 6–3

### Doppio
Mark Keil /  Peter Nyborg hanno battuto in finale  Guillaume Raoux /  Greg Rusedski con il punteggio di 6–7, 6–4, 7–6